# Plaatsbepaling
Plaatsbepaling is het vaststellen van de locatie op aarde, in de lucht, in de ruimte.

## Dagelijks leven
In het dagelijks leven wordt de plaats vaak bepaald aan de hand van herkenbare objecten, straatnaamborden en plaatsnaamborden en bewegwijzering en bij reizen met het openbaar vervoer namen van haltes of stations (op borden ter plaatse, op een scherm in het voertuig, of daar omgeroepen). Ook kan op basis van de tijd dat met een bekende snelheid in een bepaalde richting of langs een gegeven route vanuit een gegeven locatie is bewogen geeft een schatting van de locatie worden gedaan, zoals ook bij het gegist bestek.

## Klassieke plaatsbepaling op zee
Dicht bij de kust was plaatsbepaling nog mogelijk met behulp van kenbare punten als kapen, bergtoppen en eilandjes. Vuurtorens werden speciaal voor dit doel opgericht. Midden op zee was dit alleen mogelijk met de sterren en de zon, hoewel ook wel gebruik werd gemaakt van loden om de waterdiepte te meten, de kleur van het water, vogels (die in de buurt van de kust wonen) en de windrichting. Verder kon met een gegist bestek een indicatie verkregen worden. Voor de uitvinding van het kompas dienden de hemellichamen bovendien om de richting te bepalen. Nog steeds wordt bij magnetische kompassen de miswijzing en bij gyrokompassen de totale correctie bepaald met behulp van onder andere hemellichamen, het zogenaamde azimut nemen.

### Astronavigatie

#### Geografische breedte
Voor het bepalen van de geografische breedte op het noordelijk halfrond kan de hoek tussen de poolster en de horizon gemeten worden. Aangezien de poolster vrijwel boven de noordpool staat en bij benadering oneindig ver weg, is de hoek die de ster maakt met het horizontale vlak ter plaatse praktisch gelijk aan de breedtegraad. Met een sextant is dit meetbaar en zodoende weet men de breedtegraad en dus hoe noordelijk men zit. Dit noemt men poolshoogte nemen.
Op het zuidelijk halfrond kan het Zuiderkruis worden genomen, hoewel dat vrij ver van de zuidelijke hemelpool af staat, maar met een sterrenalmanak kan een keuze worden gemaakt uit veel sterren. Vandaar de uitdrukking een sterretje schieten.

#### Geografische lengte
De lengtegraad was veel lastiger te bepalen. Pas toen er klokken werden uitgevonden die niet met een slinger werkten (op zee werkt een slingerklok door het schommelen van het schip niet goed), was er een redelijke tijdreferentie aan boord. Het middaguur in Greenwich werd bepaald op het moment dat daar de zon op het hoogste punt stond, de meridiaansdoorgang van de zon — de zonsbovendoorgang. Als dat op de eigen locatie drie uur later dan in Greenwich was, dan was de lengtegraad drie maal vijftien lengtegraden westelijker dan Greenwich (in 24 uren draait de aarde 360 graden, dus 15 graden per uur). Het tijdstip zelf kan met een sextant worden bepaald door het moment van de zonsbovendoorgang te nemen.
Aan een dergelijke klok (scheepschronometer) werden zware eisen gesteld. Na een maandenlange reis moest de klok nog steeds de tijd van Greenwich aanwijzen. Een afwijking van vier seconden betekent op de evenaar een fout van een zeemijl, een fout die kleiner wordt met toenemende breedte. Nadat in 1707 de Engelse vloot vier schepen en 1400 man had verloren door navigatiefouten, schreef het parlement van Engeland een prijsvraag uit voor een betrouwbare klok voor zeegaande schepen. De eerste klok die voldeed werd in 1764 gemaakt door John Harrison.

## Klassieke plaatsbepaling op het land
Op het land of dicht bij de kust is het veel gemakkelijker om gebruik te maken van de daar aanwezige kenmerken. Als er kenbare punten zijn die ook op de kaart staan, bijvoorbeeld twee kerktorens, dan kan met een kompas worden bepaald in welke richting ze zich bevinden. Door deze als positielijnen op de stafkaart te trekken door de kenbare punten, geeft het snijpunt de meest waarschijnlijke standplaats. Voor zeelui zijn vuurtorens van groot belang, alsook lichtlijnen — twee lichten in één lijn die tegelijk knipperen en een richting aangeven.

## Moderne technieken

Plaatsbepaling met radarpeiling en -afstand van een kenbaar punt

In het midden van de 20e eeuw kwamen er andere hulpmiddelen, zoals radiobakens met peilontvangers, radar, automatische plaatsbepalingsystemen zoals DECCA, LORAN, Artemis plaatsbepaling, Microfix.

### Satellietplaatsbepalingssystemen
Rond 1985 kwam het satellietplaatsbepalingsysteem gps beschikbaar voor de niet-militaire gebruiker. In 2000 werd plaatsbepaling op 10 meter nauwkeurig mogelijk met alleen gps, bijna geschikt om een schip blindelings mee af te meren. In geodetische toepassingen is het zelfs mogelijk met behulp van gps en een referentiestation op subcentimeterniveau te meten. Alternatieven voor het Amerikaanse gps zijn:
- Galileo, het Europese satellietnavigatiesysteem
- GLONASS, het Russische satellietnavigatiesysteem

De meeste smartphones hebben een ontvanger voor zo'n systeem. In combinatie met een kaartenapp kan de gebruiker buitenshuis op een kaart de positie zien. Het tonen van de coördinaten als tussenstap is vaak niet nodig, en ook niet altijd mogelijk.
Satellietnavigatie is gebaseerd op satellietplaatsbepaling en kaarten, en software voor het berekenen van de route.

### Overig
Plaatsbepaling binnen een gebouw kan dezelfde functies vervullen als plaatsbepaling met satellieten, bijvoorbeeld navigatie. Hiertoe kunnen er bijvoorbeeld radio- of lichtbakens in het gebouw worden geplaatst. Eén mogelijkheid is het gebruik van bestaande lichtpunten, die snelle voor het oog niet waarneembare aan/uit-wisselingen hebben die de code van de locatie representeren.
Een minder nauwkeurig alternatief voor gps, dat nuttig is als er geen gps-signaal is, zoals binnen een gebouw, is gsm.
De plaatsbepaling in de kosmos is hier buiten beschouwing gelaten. Ook de bepaling van de hoogte of de diepte is niet behandeld, hoewel met gps de positie in drie dimensies verkregen wordt (zie RTK).

### Toepassingen
Als iemand zijn locatie bepaalt kan hij deze vaak laten aangeven op een kaart op een beeldscherm. Ook kan de locatie gebruikt worden bij navigatie. Een volgsysteem geeft de locatie van een persoon of voertuig/voorwerp herhaaldelijk door aan een centrale.

## Plaatsaanduiding
Om de plaats op aarde aan te geven, wordt gebruikgemaakt van een raster van lijnen, waarbij de meridianen lijnen van gelijke lengtegraad zijn en parallellen lijnen van gelijke breedtegraad.

### Klassieke aanduiding
Bij de klassieke werkwijze werden er hoeken gemeten en het is dan ook niet verwonderlijk dat de plaats werd aangeduid als een hoek in graden, onderverdeeld in minuten en seconden. In dit systeem ligt de noordpool op 90° noorderbreedte, de zuidpool op 90° zuiderbreedte en de evenaar op 0°. Als referentiemeridiaan, de nulmeridiaan (lengtecirkel), is internationaal gekozen voor de IERS-referentiemeridiaan, vlakbij de meridiaan van Greenwich door het Koninklijk Observatorium van Greenwich. Als voorbeeld van de notering: Amsterdam ligt op 52° 22' 30" noorderbreedte en 4° 54' 30" oosterlengte.
De benamingen minuut en seconde kunnen in deze context enige verwarring geven. Een booggraad is in minuten en seconden verdeeld, maar een uur ook. Een uur komt overeen met 15 lengtegraden en een minuut (1/60 uur) dus met 15 boogminuten. Culmineert de zon een minuut later dan in Greenwich, dan bevindt men zich op 15 minuten westerlengte.
Niet altijd werd de meridiaan van Greenwich als nulmeridiaan gekozen. Dat gebeurde pas op de Internationale Meridiaanconferentie in Washington in 1884. Veel zeelui kozen hun eigen hoofdstad en vooral de meridiaan van Parijs is vaak in gebruik geweest, maar ook Italië had zijn eigen nulmeridiaan, die door de kathedraal van Bologna loopt. In de oudheid stelde Ptolemeus de nulreferentie voorbij het uiterste westen van het in die tijd bekende gebied, langs de Fortunatae Insulae. Op deze 'gezegende eilanden', waarvoor er in de loop der tijden velen als kandidaat zijn aangewezen, zou het paradijs gelegen zijn. In het algemeen wordt aangenomen dat er het Canarische eiland Ferro mee bedoeld werd en op vele wereldkaarten uit de 15e, 16e en 17e eeuw staat de lijn van Ptolemaeus dan ook vermeld als de meridiaan van Ferro.

### Modernere systemen
De moderne technieken geven de plaats niet in booggraden, en bovendien maakt de elektronica het gemakkelijk een plaatsaanduiding om te rekenen. Om die reden wordt er tegenwoordig liever gekozen voor een plaatsaanduiding op een rechthoekig netwerk van kilometers. Op veel stafkaarten kan dan ook naast het klassieke gradennetwerk een modern kilometernetwerk gevonden worden. GPS-apparatuur kan vaak worden ingesteld om de plaats met een netwerk naar keuze aan te geven.
Bij deze netwerken wordt het nulpunt ergens in het zuidwesten gekozen. De coördinaten (Oostwaarde en noordwaarde) zijn dus altijd positief.
De Nederlandse Rijksdriehoeksmeting maakt gebruik van een eigen netwerk, dat alleen geldt voor Nederland en de directe omgeving. De meeste kaarten van Kadaster Geo-Informatie tonen dit netwerk.
Wereldwijd bruikbaar is het UTM-netwerk, dat ook op veel topografische kaarten te vinden is.